# Pavetta ruttenii
Pavetta ruttenii är en måreväxtart som beskrevs av Cornelis Eliza Bertus Bremekamp. Pavetta ruttenii ingår i släktet Pavetta och familjen måreväxter.
Artens utbredningsområde är Moluckerna. Inga underarter finns listade i Catalogue of Life.